# Pierre Chaux
Ne doit pas être confondu avec Pierre-Louis Chaux.
Pierre Chaux de Champeaux, né en 1755 à Nantes et mort le 26 novembre 1817 à Doulon, est un militant sans-culotte, membre influent du Comité révolutionnaire de Nantes (11 octobre 1793-1794), très actif dans cette ville sous la Terreur, notamment dans l'affaire des 132 modérés nantais. Il comparait devant le tribunal en octobre 1794, est condamné, puis amnistié et libéré le 26 octobre 1795.

## Biographie
Quelques années avant la Révolution, il s'expatrie à Saint-Domingue où il acquiert un commerce. Ayant fait faillite, il rentre en France et s'installe comme commerçant à Nantes, mais fait de nouveau faillite.
Pendant la Révolution, il gomme la partie de son patronyme qui évoque l'Ancien Régime et se fait appeler Socrate Chaux ; il est en effet néo-stoïcien. La Révolution lui donne l'occasion de reconstituer sa fortune. Dès 1791, il se trouve en possession de nombreux biens sécularisés : deux maisons en ville, trois propriétés dans la campagne. 
À partir de 1793, c'est l'une des têtes pensante du comité révolutionnaire de Nantes. Il s'y distingue par sa vénalité, son manque de scrupules et d'humanité. Il est le plus attentif à faire rentrer l'argent, s'en servant d'ailleurs pour empierrer le chemin menant à l'une de ses propriétés, surnommé « le chemin de Chaux ». Dès juin 1793, les malversations commencent, Chaux oubliant notamment de rendre compte d'une somme destinée à une mission à Paris. Doué d'une grande facilité de parole et d'une grande intelligence, le sans-culotte Chaux est un homme très écouté ce qui facilite son entrée dans les clubs révolutionnaires nantais. Il se place dans l'ombre du natif de Saint-Domingue, Jean-Jacques Goullin (1756-1797) et réussit à obtenir la bienveillance de la part de Jean-Baptiste Carrier. Pour l'historien Michelet, Chaux est le « patriote ardent », mais « brutal, de peu de tête ».
Arrêté après le 9 thermidor an II (27 juillet 1794), en raison du rôle qu'il a joué lors des noyades de Nantes, il est jugé le 25 vendémiaire an II (16 octobre 1794), condamné, puis bénéficie de l'amnistie du 4 brumaire an IV (26 octobre 1795), décidée par la Convention thermidorienne, concernant « les faits purement relatifs à la révolution ».